# Adolphe Guérin
Pour les articles homonymes, voir Guérin.
Adolphe Guérin est un homme politique français né le 5 novembre 1805 à Mortagne-au-Perche (Orne) et décédé le 13 juin 1855 à Sébastopol (Russie).
Entré à l'école Polytechnique en 1826, il faut ensuite l'école d'application d'artillerie, à Metz. Il participe en 1830 à l'expédition d'Alger, comme lieutenant d'artillerie. En février 1848, il est commandant du dépôt d'artillerie de Lyon, qu'il refuse d'ouvrir aux émeutiers. Il est député de l'Orne de 1848 à 1849, siégeant avec les républicains modérés. En 1850, il reprend sa carrière militaire comme chef de bataillon à Tlemcen. Il meurt lors du siège de Sébastopol, où il dirigeait le génie militaire.

## Sources
- « Adolphe Guérin », dans Adolphe Robert et Gaston Cougny, Dictionnaire des parlementaires français, Edgar Bourloton, 1889-1891 [détail de l’édition]